# Crucea lui Avram Iancu din Mărișel
Crucea lui Avram Iancu este un monument istoric situat în zona „Fântânele” din comuna Mărișel, la ieșirea spre Beliș. Crucea se află pe lista monumentelor istorice din județul Cluj sub codul LMI:  CJ-IV-m-B-07864.

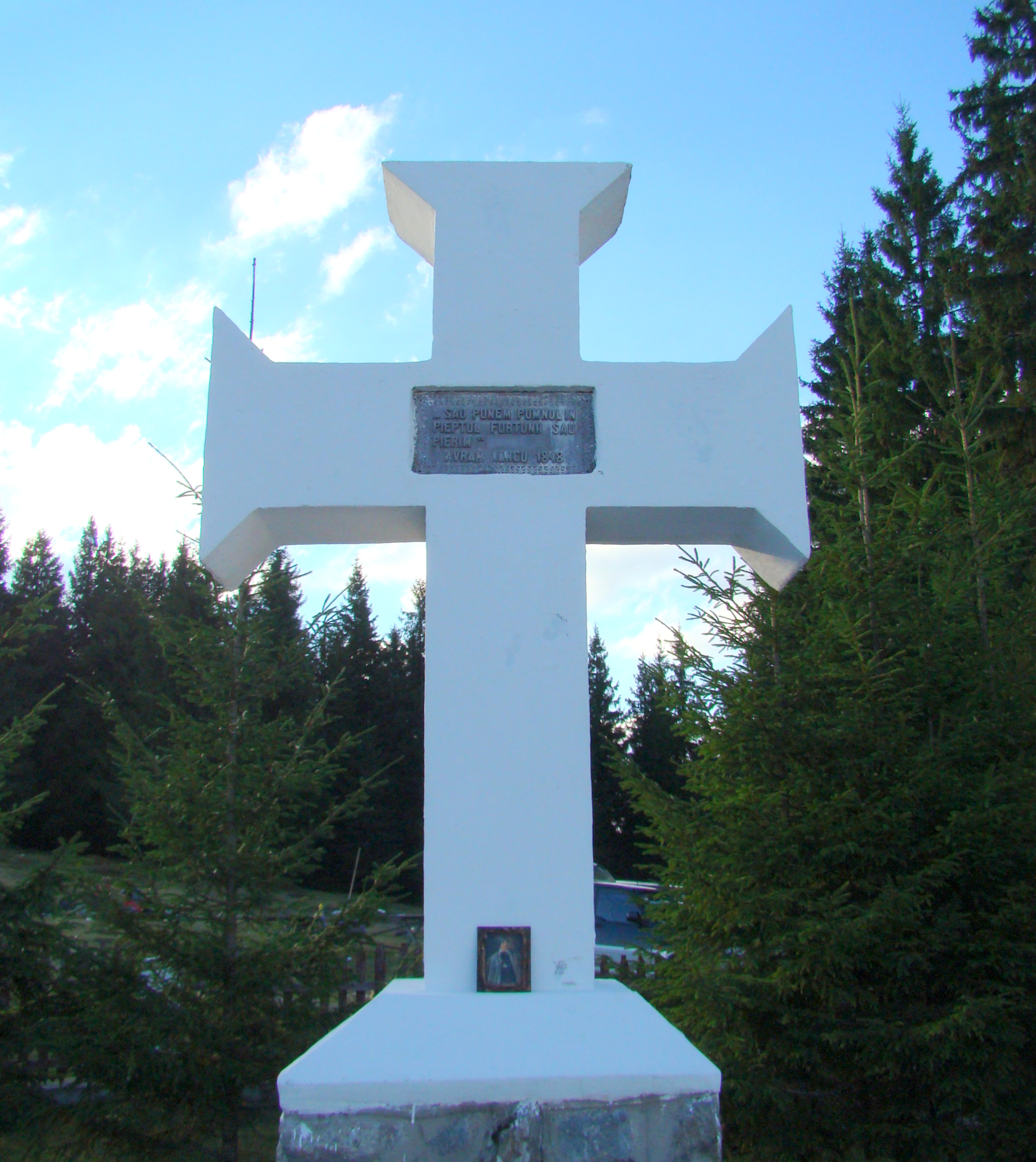
Crucea Iancului (septembrie 2012)

## Istoric
Crucea Iancului de la Mărișel a fost ridicată inițial din lemn, în anul 1924, de către frații Vasile, Ioan și Gavril Crișan, pentru a marca aniversarea unui secol de la nașterea lui Avram Iancu (1824-1872), Ulterior aceștia au înlocuit-o cu o cruce din piatră. În toamna anului 1940, după Dictatul de la Viena și cedarea părții de nord-vest a Transilvaniei, crucea a fost demontată și adăpostită de horthyști în satul Mărișel. După retragerea trupelor horthyste și restabilirea frontierei de stat dintre România și Ungaria, rezerviștii Batalionului Someș, cu sediul în Beliș, împreună cu locuitorii din Mărișel, au ridicat o nouă troiță de piatră, în locul unde s-au aflat anterior celelalte două monumente. Aceasta a fost sfințită la 24 iunie 1944, în cadrul unui ceremonial militar-religios.
În luna iulie a fiecărui an, Centrul Județean Pentru Conservarea și Promovarea Culturii Tradiționale Cluj, instituție aflată în subordinea Consiliului Județean, împreună cu Primăria și Consiliul Local al comunei Mărișel, organizează sărbătoarea tradițională de la Crucea Iancului, pentru a cinsti memoria înaintașilor și pe „Crăișorul Munților Apuseni”.

## Imagini

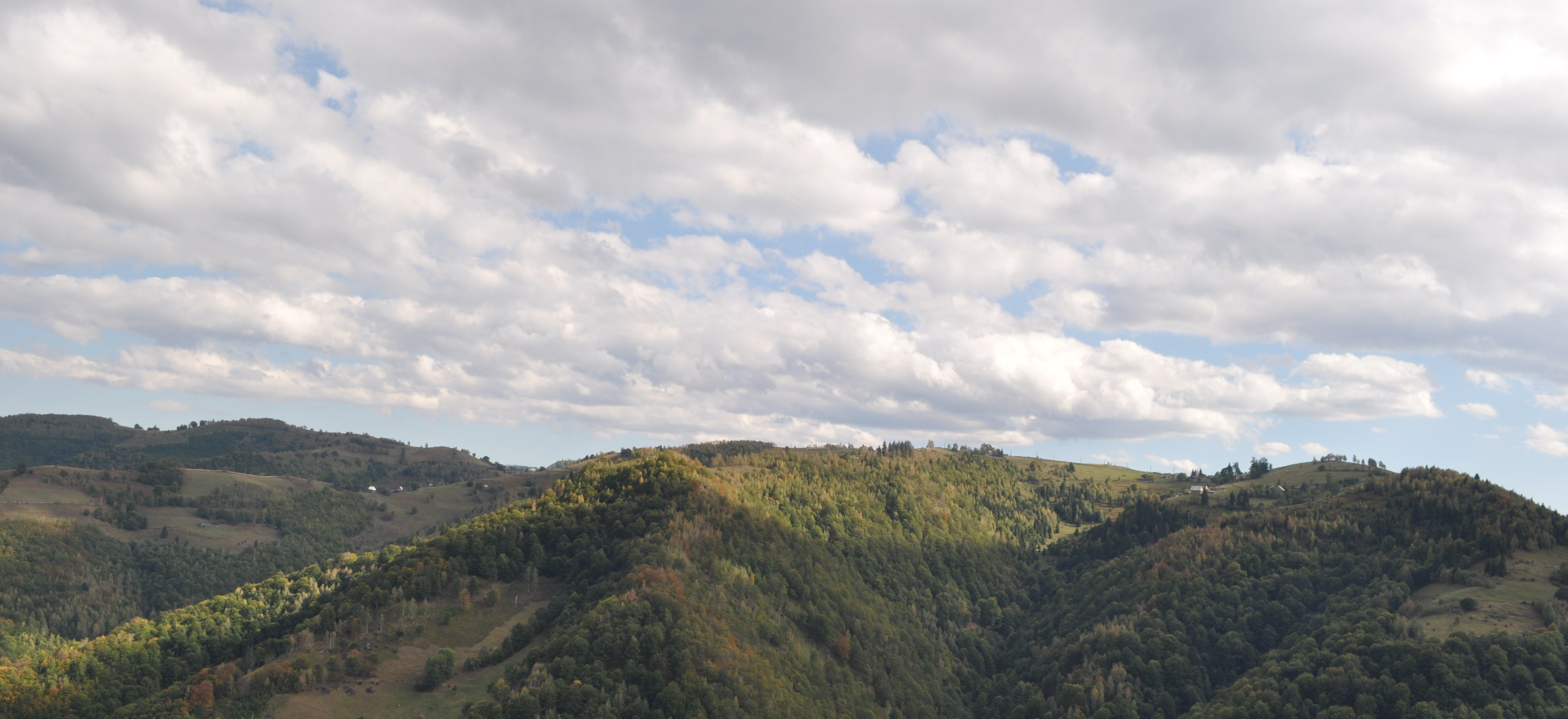
Împrejurimi
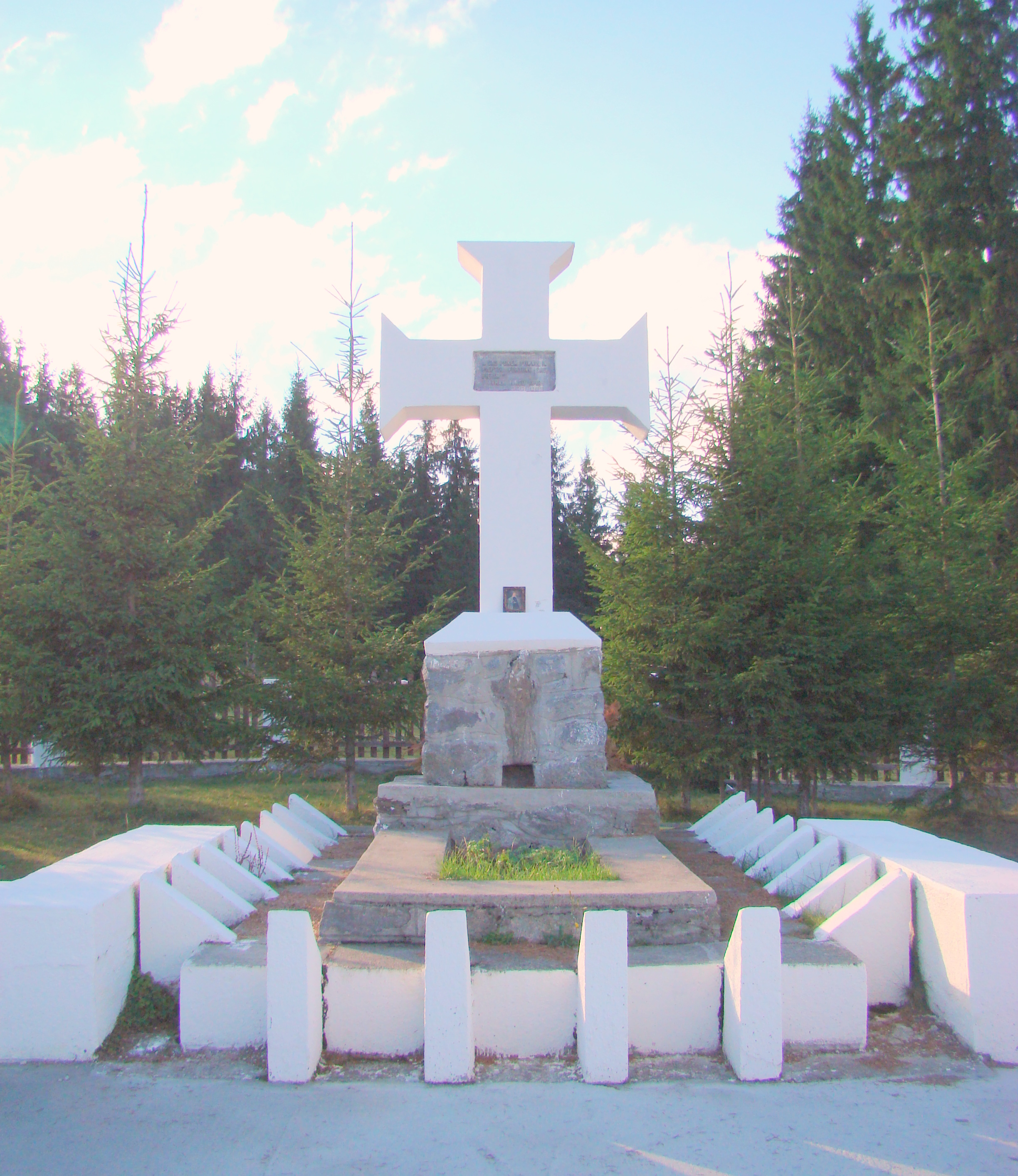
Crucea Iancului
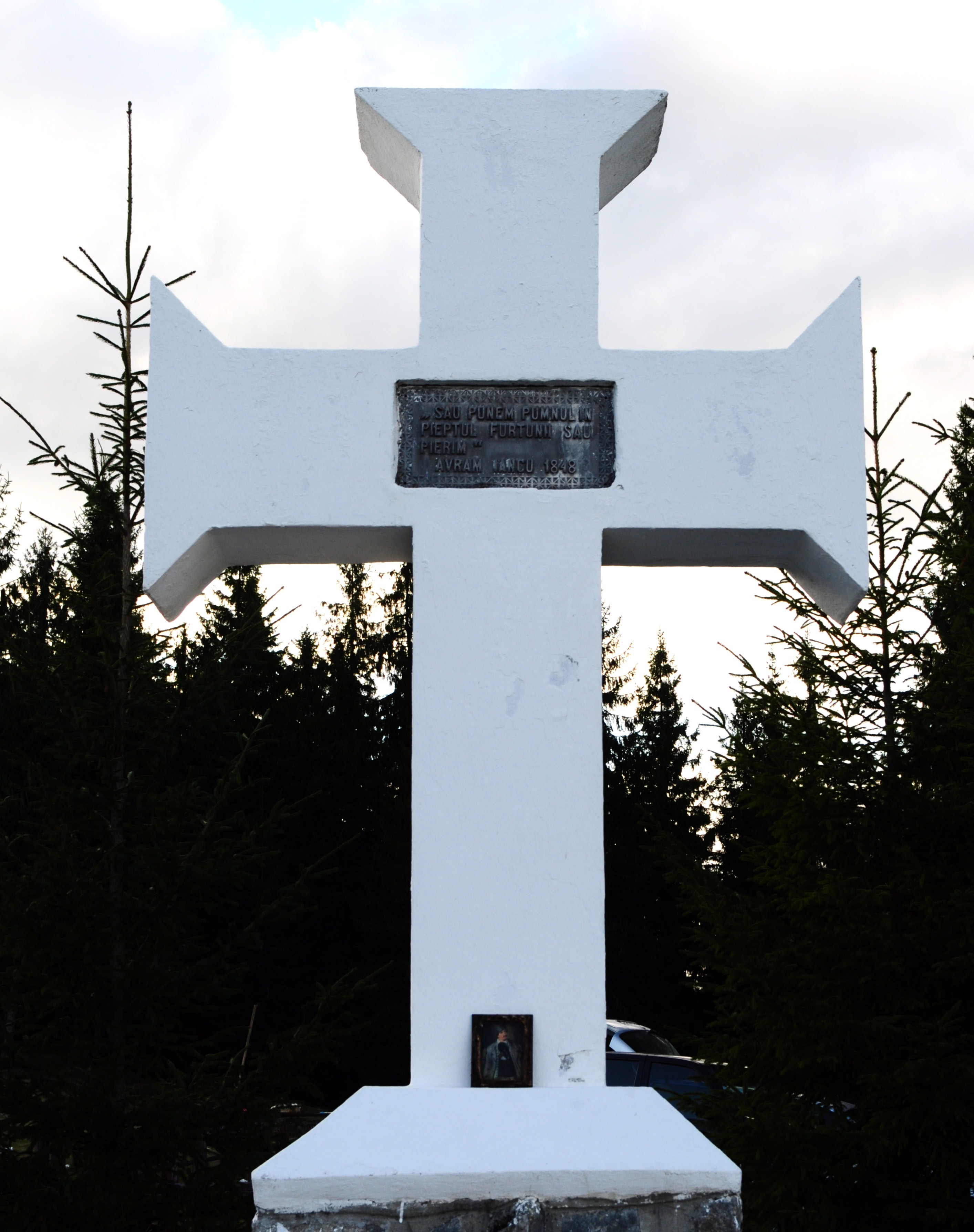
Crucea Iancului
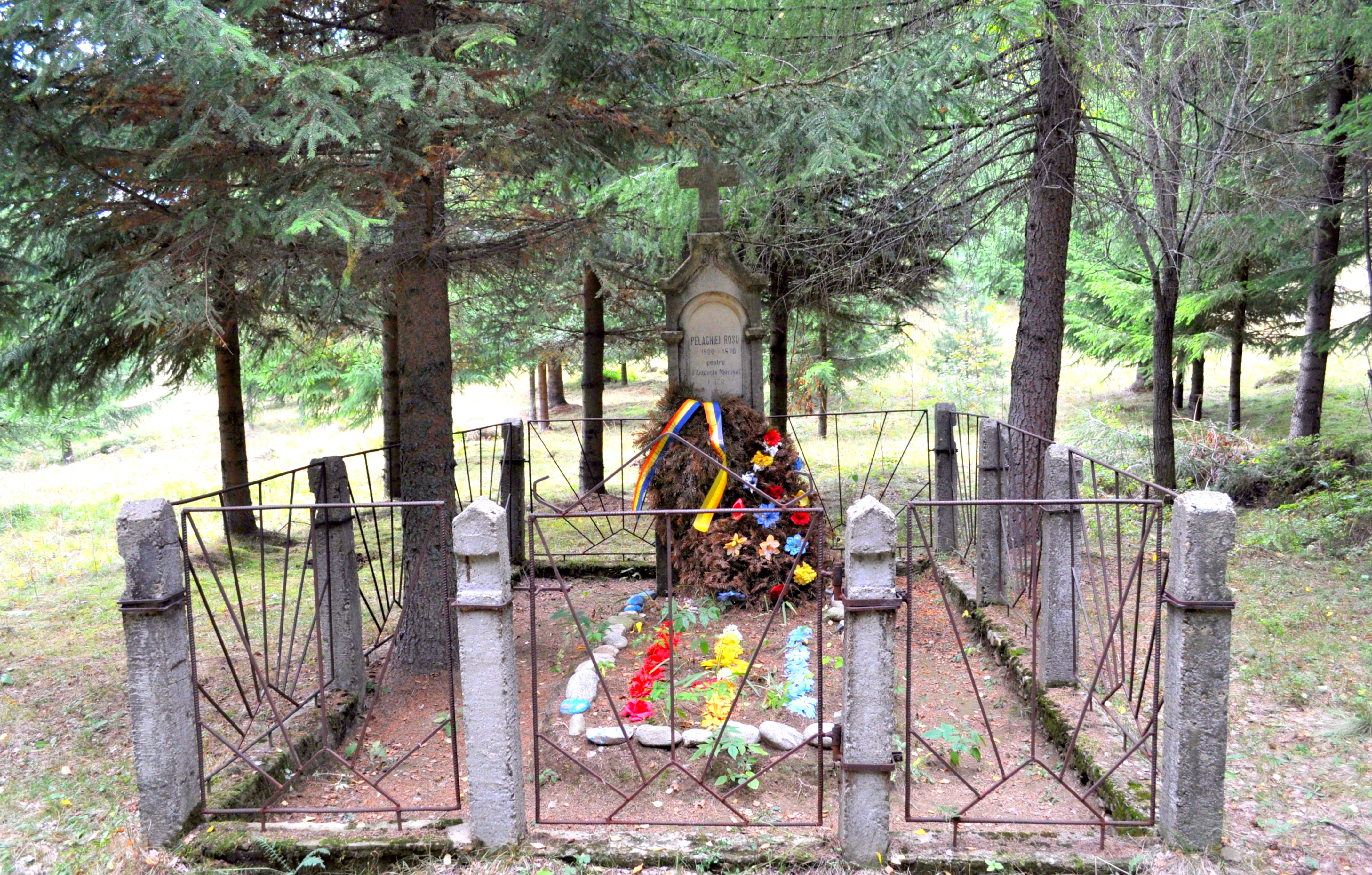
Mormântul Pelaghiei Roșu (monument istoric)
Împrejurimi
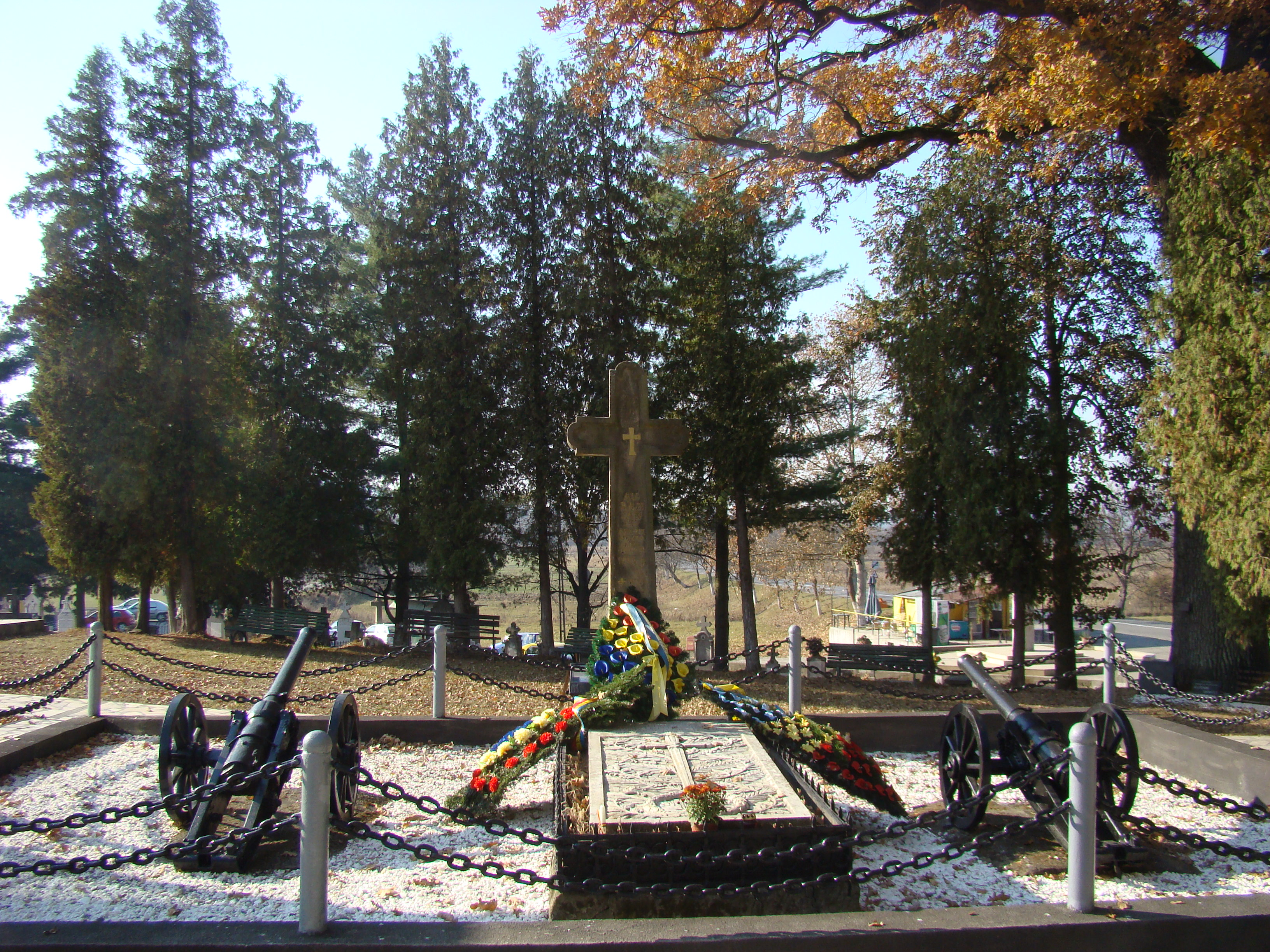
Mormântul lui Avram Iancu de la Țebea (monument istoric)
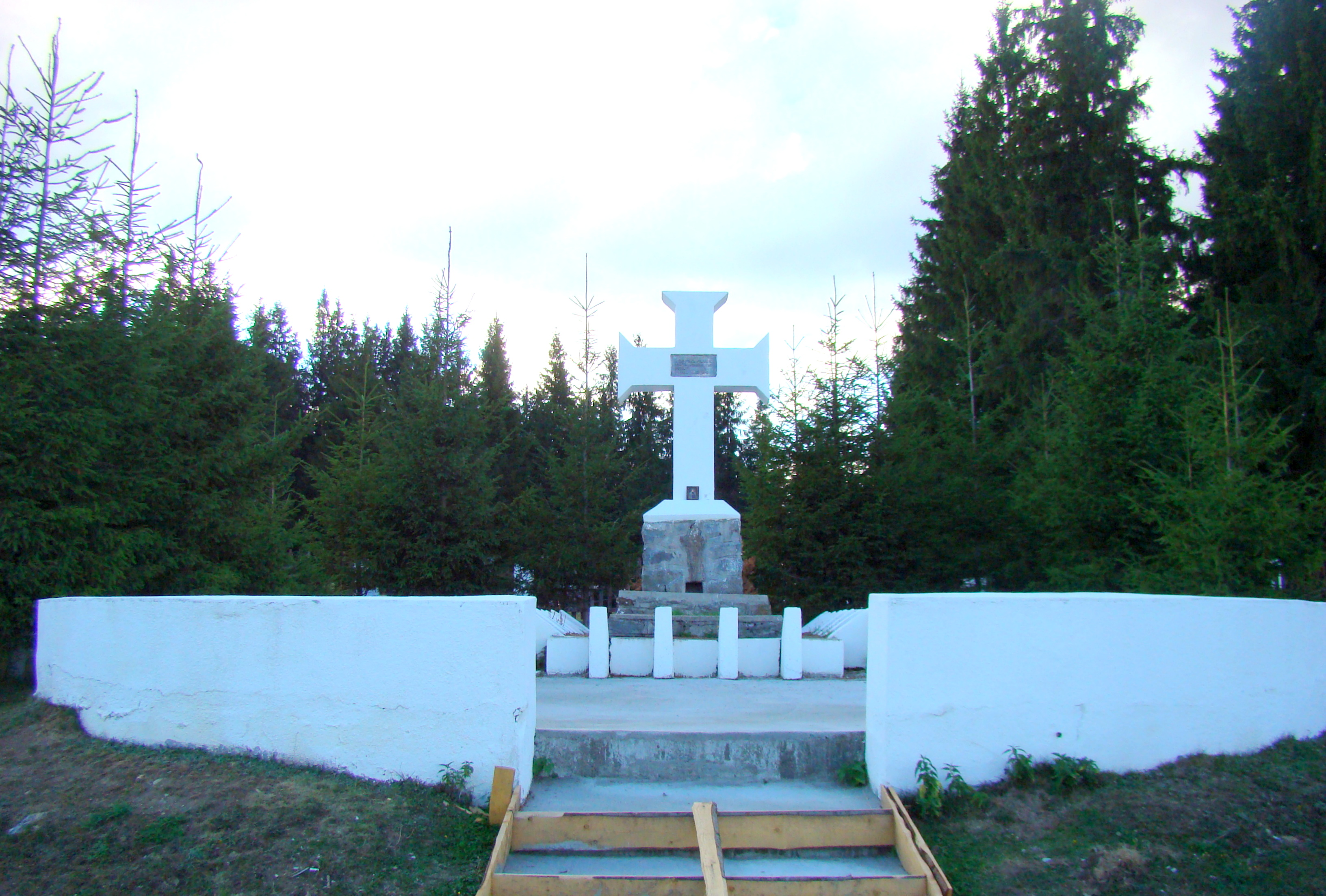